# Consuelo Berlanga
María Consuelo Berlanga Reyes (Aguilar de la Frontera, Córdoba, 18 de febrero de 1955 es una periodista española.

## Biografía
Su trayectoria profesional ha estado relacionada fundamentalmente con el mundo de la televisión, aunque también ha realizado trabajos destacados en radio, medio en el que comenzó.
Su primera experiencia ante la cámara fue en Por la mañana (1987-1989), el programa que Jesús Hermida dirigía y presentaba diariamente en Televisión Española. 
A principios de 1989, fue fichada por Chicho Ibáñez Serrador para presentar el concurso Waku Waku en el que se mantuvo entre 1989 y 1991.
Posteriormente pasó a Antena 3 donde condujo el magacín diario Tan contentos (1991-1992), al que seguirían en la misma cadena el concurso Corazón de melón (1992), el musical Quédate con la copla (1992) y el infantil Cámara baja (1993). En esa misma etapa, también aprovechó para regresar a la radio con el espacio Somos como somos (1992- 1994) de la emisora Antena 3 Radio -que acababa de comprar el Grupo Prisa-, emitiéndose, en su primera temporada, de lunes a viernes, pasando, en la siguiente, a los fines de semana.
Una vez finalizada su relación con la cadena privada, su desarrollo profesional en televisión estuvo durante años muy ligado a la emisora autonómica andaluza Canal Sur, donde presentó el espacio nostálgico Qué pasó con (1994- 1996) y Senderos de Gloria, un programa planteado como homenaje a los rostros anónimos de la realidad andaluza. Trabajos que compaginó, entre 1995 y 1998, con la presentación del programa local Voces de Madrid, de la flamante Radio Voz, emisora en la que recalaron muchos profesionales de la extinta Antena 3 de Radio.
Desde noviembre de 2004 y hasta agosto de 2009 realiza el programa El Punto Berlanga en Punto Radio.
Fue una de las concursantes de Supervivientes 2010. Fue la primera expulsada, durando siete días. A finales de ese año comienza a colaborar en el programa ¡Qué tiempo tan feliz!, en Telecinco, presentado por María Teresa Campos, en el que permanece hasta 2014.
Consuelo Berlanga estaba casada con el odontólogo Ricardo Pita Marcos, fallecido el 5 de junio de 2024, tras cuarenta años de matrimonio.
El hijo de ambos se llama Ricardo Pita Berlanga.

## Premios
- Antena de Oro de Televisión 1999.

## Trayectoria en TV
- Por la mañana (1987-1989) en Televisión Española. - Colaboradora
- Waku Waku (1989-1991) en Televisión Española. - Presentadora
- Tan contentos (1991-1992) en Antena 3 Television . - Presentadora y directora
- Campanadas fin de año (1991) en Antena 3 Television. - Presentadora
- Corazón de melón (1992) en Antena 3 Television. - Presentadora
- Quédate con la copla (1992) en Antena 3 Television. - Presentadora
- Cámara Baja (1993) en Antena 3 Television. - Presentadora
- Qué pasó con (1995-1996) en  Telemadrid. - Presentadora
- Por qué (1997) en Canal Sur. - Presentadora
- Canciones para el recuerdo (1997-1998) en Telemadrid . - Presentadora
- Senderos de Gloria (1999-2003) en Canal Sur. - Presentadora
- Gala de Andalucia (2003) en Canal Sur. - Presentadora
- Punto y Medio Verano (2006) en Canal Sur.- Presentadora
- Supervivientes (2010) en Telecinco. - Concursante
- ¡Qué tiempo tan feliz! (2010-2014) en Telecinco. - Colaboradora
- Gran Hermano VIP 5: El debate (2017) en Telecinco. - Colaboradora
- Sábado Deluxe (2017) en Telecinco. - Colaboradora
- Madrid directo (2020-presente) en Onda Madrid. - Colaboradora

## Trayectoria en la radio
- Hora Cero (1983-1985) en Antena 3 Radio. - Reportera
- Viva la gente (1985-1987) en Antena 3 Radio. - Reportera y presentadora de la edición de fin de semana
- Viva la gente que responde (1987-1988) en Antena 3 Radio. - Presentadora
- Somos como somos (1992-1994) en Antena 3 Radio. - Presentadora
- Voces de Madrid (1995-1998) en Radio Voz. - Presentadora
- El punto Berlanga (2004-2009) en Punto Radio. - Presentadora